# 사군자
사군자(四君子)는 매화, 난초, 국화, 대나무를 말한다. 흔히 매란국죽(梅蘭菊竹)이라고도 한다. 유교 문화권에서 군자에 비유되어 왔으며, 군자란 완전한 인격을 가졌다는 뜻이다. 이 네 가지 식물들은 동양화의 소재가 되어 왔다. 각각 봄(매화, 雪梅), 여름(난초, 蘭草), 가을(국화, 秋菊), 겨울(대나무, 靑竹)을 뜻한다.

## 개요
중국에서는 그림의 소재가 되기 훨씬 앞서서 시문(詩文)의 소재로서 등장하였다. 사군자라는 총칭이 생긴 시기는 확실하지 않으나 명대(明代) 이르러서이다. 수묵화가 발달하기 이전에는 대상을 윤곽선으로 그리고 속에 색을 칠하는 기법(구륵법)으로 그렸으나 10세기를 전후해서 주로 먹으로만 그리는 기법(몰골법)으로 정착되었다. 문인적인 교양의 하나로 추구되었다.
중국 예술에서는 4명의 군자 또는 4명의 고귀한 사람들 (중국어: 四君子, 병음: Sì Jūnzǐ)이라고 한다. 문자 그대로 매화, 난초, 대나무와 국화 네 가지의 군자를 나타내는 네 가지의 식물을 나타내는 용어이다. 이 4개의 식물종은 유교에서 군자라 불리는데, 서양권에서는 이것이 '신사'와 비교되기도 한다. 이 네 가지는 일반적으로 전통적인 수묵화를 통해 묘사되며 중국 미술의 새와 꽃 그림 분류에 속한다. 문학적, 예술적 작품에서의 이미지로서 자연을 광범위하게 사용함에 따라, 사군자는 중국 전통에서 가치있는 다른 미덕들 중에서도 정직, 순결, 겸손, 가혹한 조건에 대한 인내의 상징으로 되풀이되는 주제이기도 하다.
사군자는 송나라 시대(960 ~ 1279)부터 세련된 아름다움 때문에 중국 회화에 자주 사용되어 왔으며, 나중에 중국, 일본, 한국의 예술가들에 의해 동아시아의 다른 곳에서 차용되었다. 봄은 매화, 여름은 난초, 가을은 국화, 겨울은 대나무를 상징하며, 사계절을 대표하기 때문에 사계절의 전개를 묘사하는 데에도 사용된다.

## 사진 자료

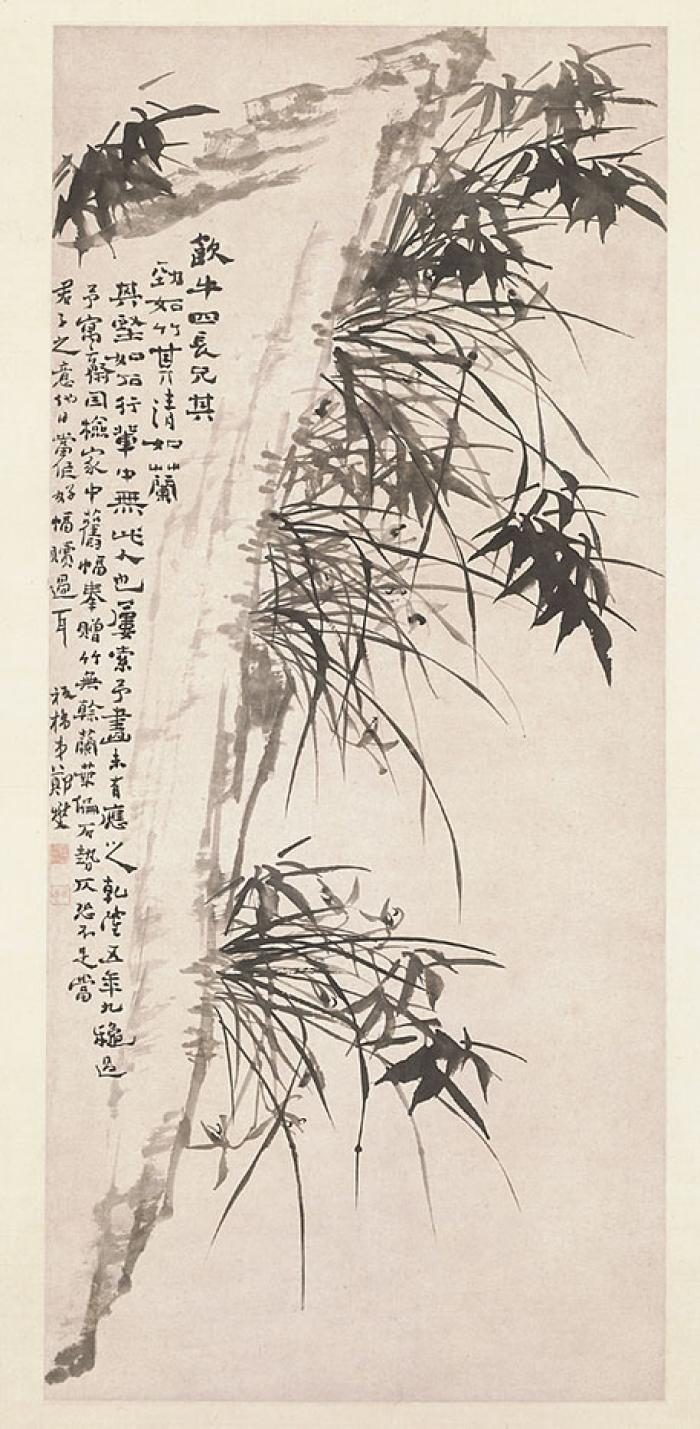
난초와 대나무, 정섭, 1740
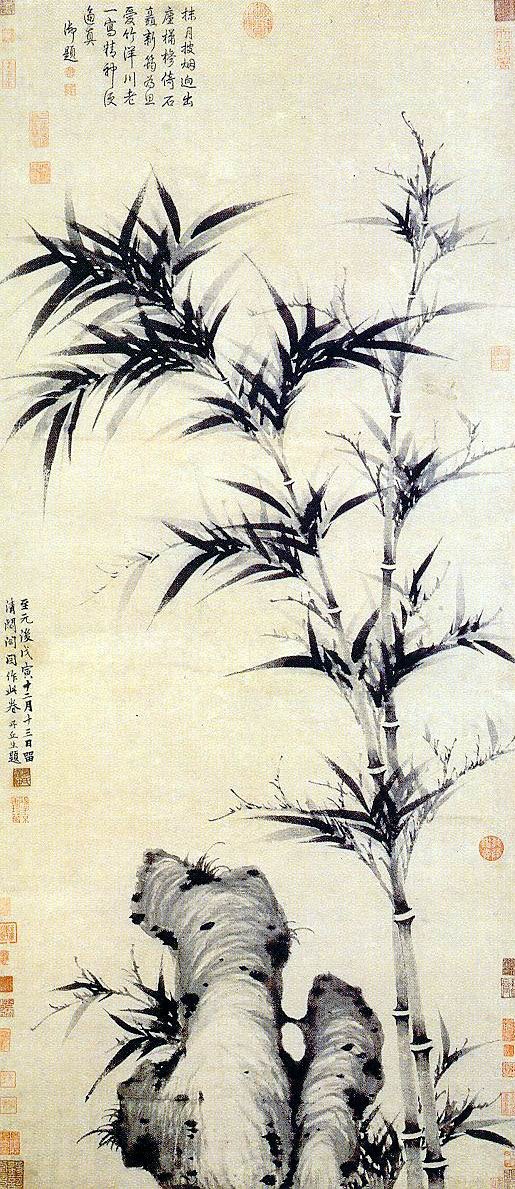
청비각(清閟閣)에 대나무(清閟閣墨竹圖) 가구사(柯九思), 1338
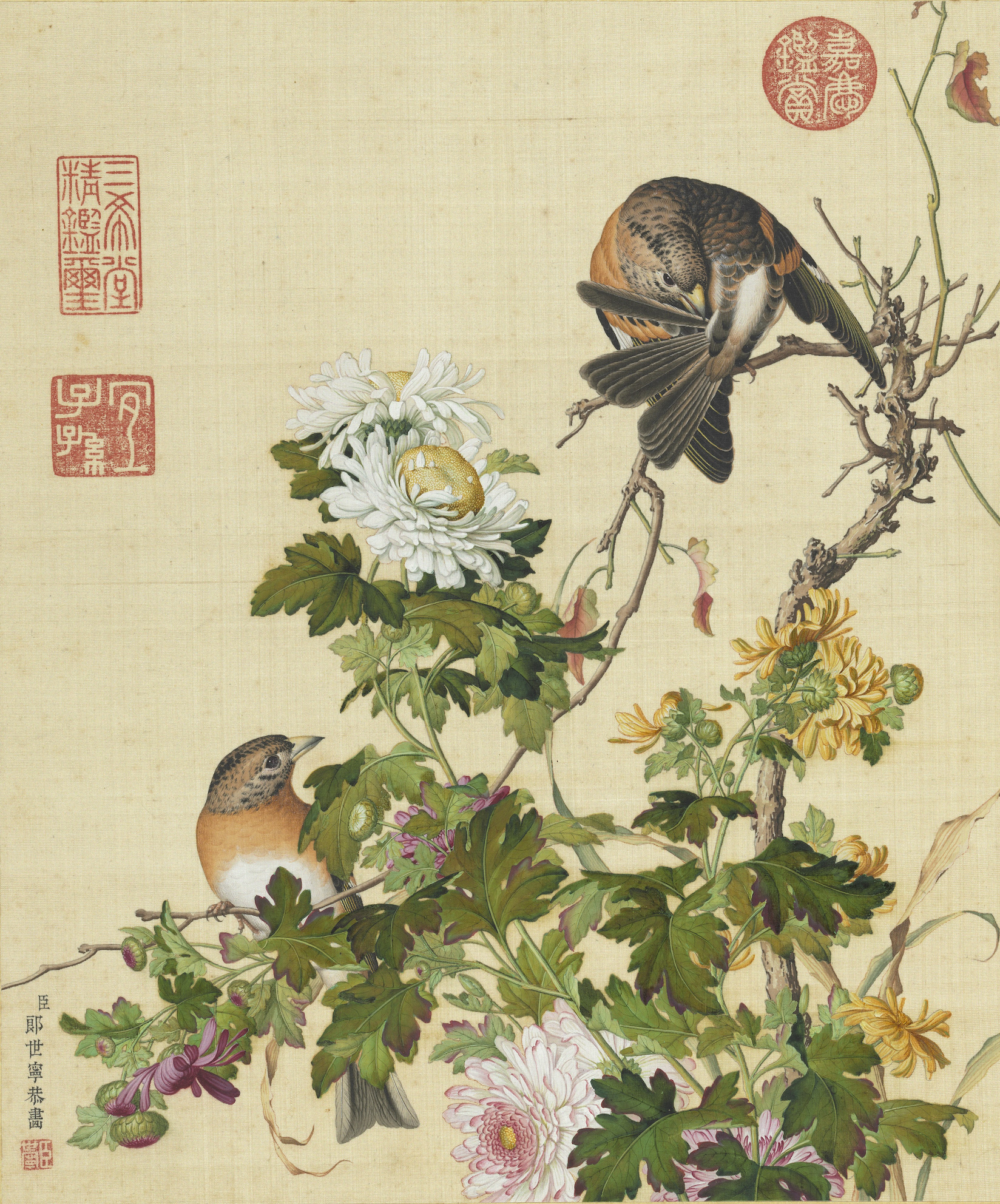
국화들, 주세페 카스틸리오네, <仙萼長春冊> 菊花圖, 1688–1766
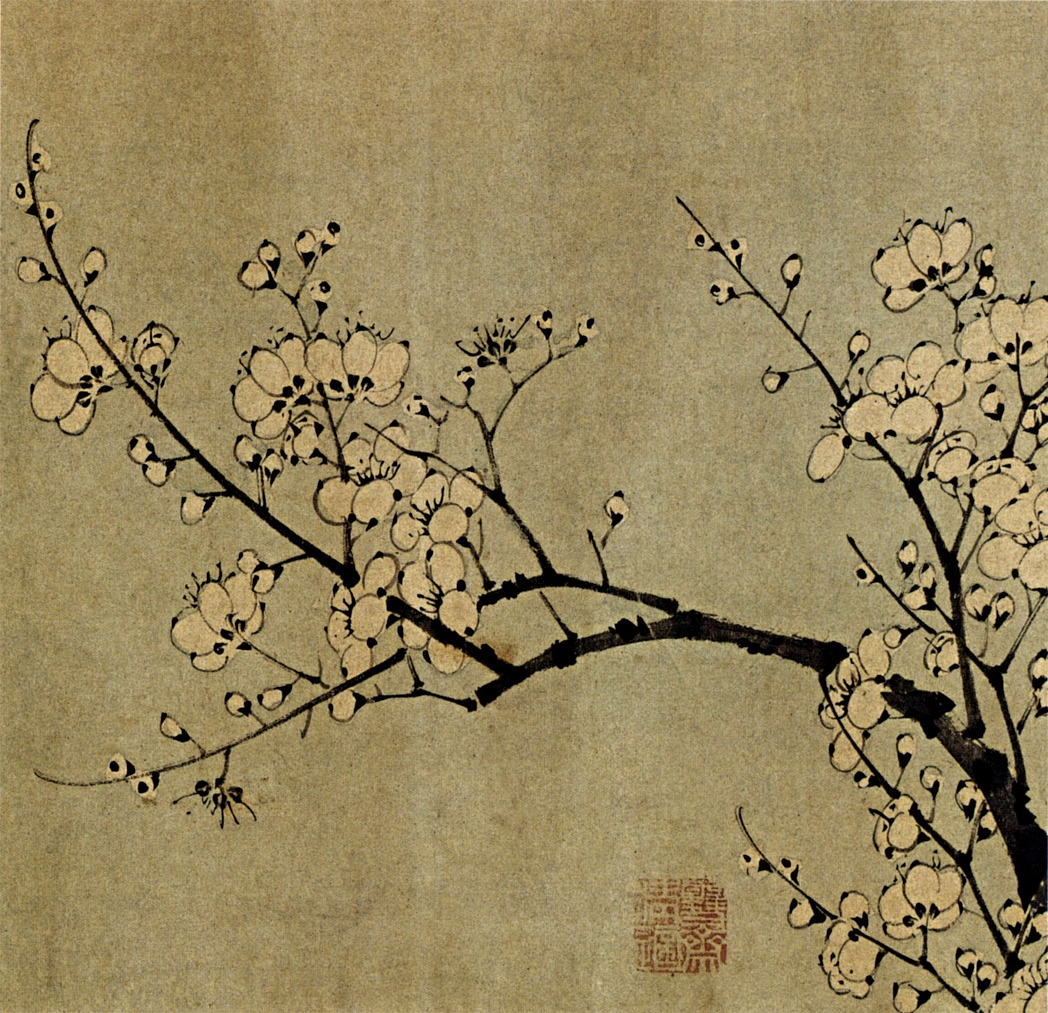
자두꽃, Sun Long(孫隆)과 Chen Lu(陳錄), 명 시대 초(1368–1644)

## 같이 보기
- 세한삼우
- 사계명화
- 십장생